# Colfax (Iowa)
Colfax es una ciudad situada en el condado de Jasper, en el estado de Iowa, Estados Unidos. Según el censo de 2010 tenía una población de 2.093 habitantes.

## Geografía
Según la Oficina del Censo de los Estados Unidos, la localidad tiene un área total de 4,69 km², de los cuales 4,65 km² corresponden a tierra firme y el restante 0,04 km² a agua, que representa el 0,85% de la superficie total de la localidad.

## Demografía
Según el censo de 2010, había 2093 personas residiendo en la localidad. La densidad de población era de 446,27 hab./km². Había 927 viviendas con una densidad media de 197,65 viviendas/km². El 98,33% de los habitantes eran blancos, el 0,29% afroamericanos, el 0,43% amerindios, el 0,1% asiáticos, el 0,14% de otras razas, y el 0,72% pertenecía a dos o más razas. El 0,86% de la población eran hispanos o latinos de cualquier raza.